# Camlez
Camlez (bret. Kamlez) – miejscowość i gmina we Francji, w regionie Bretania, w departamencie Côtes-d’Armor.
Według danych na rok 1990 gminę zamieszkiwało 731 osób, a gęstość zaludnienia wynosiła 63 osoby/km² (wśród 1269 gmin Bretanii Camlez plasuje się na 704. miejscu pod względem liczby ludności, natomiast pod względem powierzchni na miejscu 782.).